# Alfred Stiller
Alfred Stiller (* 14. Januar 1883 in Breslau; † 10. Oktober 1954 in Berlin) war ein deutscher Gebrauchsgrafiker und Maler.

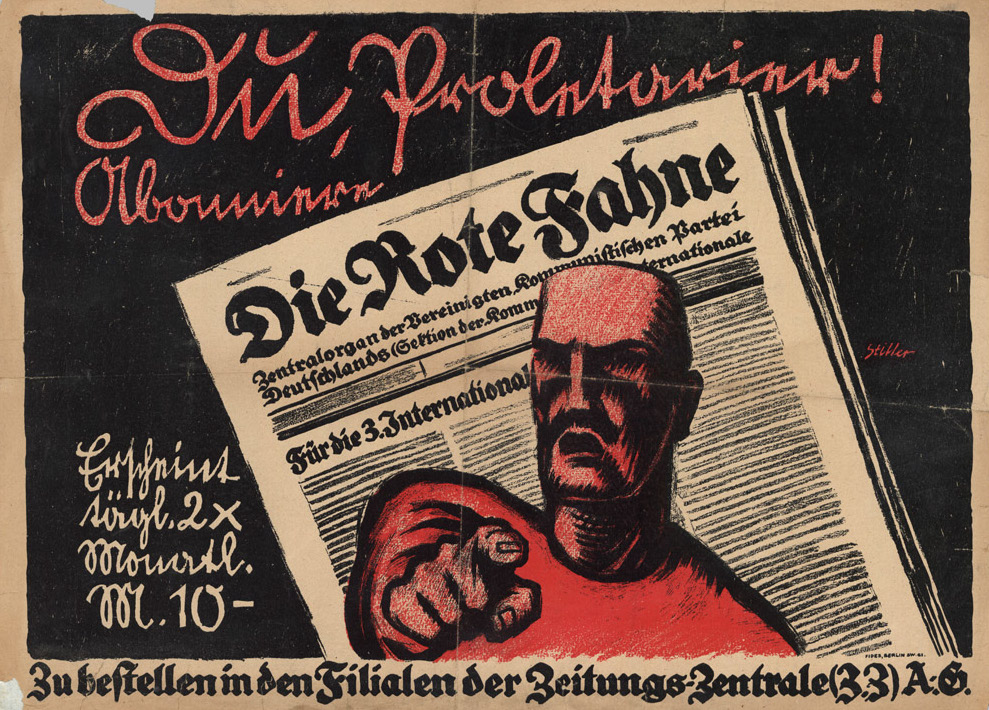
Grafik (1922)

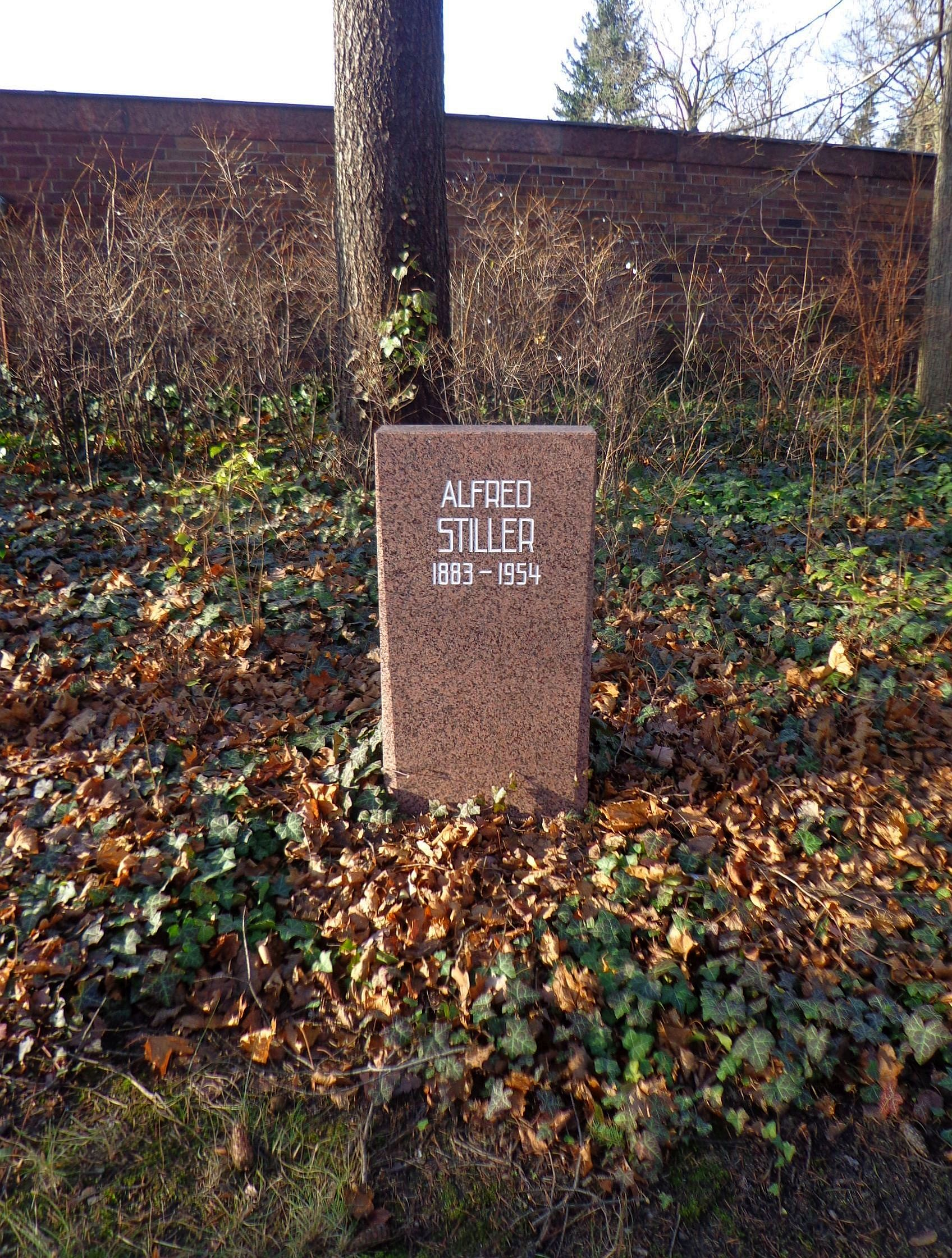
Zentralfriedhof Pergolenweg

## Leben und Werk
Stiller absolvierte eine Lehre als Lithograph und arbeitete dann in seinem Beruf. Das Berliner Adressbuch verzeichnet ihn 1913 als Zeichner.
Von 1914 bis 1918 nahm Stiller als Soldat am Ersten Weltkrieg teil. In seinem Atelier fanden illegale Treffen von Kriegsgegnern statt, an denen auch Karl Liebknecht und Rosa Luxemburg beteiligt waren.
1903 war Stiller in die SPD eingetreten. 1918 wurde er Mitglied des Spartakusbunds und der KPD. Er arbeitete in der Novembergruppe mit und nahm aktiv an der Novemberrevolution teil. Ab 1928 war er in Berlin Mitglied der Assoziation revolutionärer bildender Künstler (ASSO).
Stiller arbeitete nach Kriegsende in Berlin vor allem als Gebrauchsgrafiker. Insbesondere war er für die KPD tätig. Er zeichnete für deren Zeitschriften Die Rote Fahne und Der Rote Stern, entwarf Plakate und malte im Auftrag der Partei Arbeiterführer.
Das Berliner Adressbuch verzeichnet ihn z. B. 1920 als Maler und Grafiker und dazu eine Fides Gesellschaft für das gesamte Organisations- und Werbewesen Furrer & Co. 1933 ist er als Reklamemaler verzeichnet, 1940 und 1943 als Gebrauchswerber in der Belle-Alliance-Straße (heute Mehringdamm) 4. Er half von den Nazis verfolgten Widerstandskämpfern bei der Flucht.
Nach dem Ende der Nazidiktatur war Stiller in Berlin künstlerischer Mitarbeiter der KPD bzw. der SED. Er war u. a. Mitglied der SED und des Verbands Bildender Künstler der DDR.
Er wurde in der Gräberanlage „Pergolenweg“ des Berliner Zentralfriedhofs Friedrichsfelde beigesetzt.

## Werke (Auswahl)

### Plakatentwürfe
- Deutsche Frauenhaarsammlung vom Roten Kreuz (1918 eingereicht zu einem Wettbewerb des Vereins der Plakatfreunde; mit Carl Lohbauer)[1]
- Heraus zum 8. Internationalen Jugendtag (1922)[2]
- Die neuen Steuern (Wahlplakat der KPD, offenbar zur Reichstagswahl 1924)[3]
- Wählt Kommunisten (Wahlplakat der KPD, offenbar zur Reichstagswahl 1924)[4]
- Unser Fließband. Die Rote Fahne. (1927 eingereicht zum Plakatwettbewerb der kommunistischen Presse; Trostpreis bei 378 Einlieferungen)[5]
- Liste 4 siegt! Deutsche Volkspartei (Wahlplakat zur Reichstagswahl 1928)[6]
- Nach Arbeitsende. Die Welt am Abend. (Werbeplakat, um 1928)[7]

### Malerei
- Nach Feierabend (Öl, 1951)[8][9]
- Meine Mascha  (Portrait auf Papier, 1944): Besonderheit: Das Bild wurde auf der Rückseite mit einer Nadel mehrfach durchstochen. Verbindet man diese Nadelstichlöcher miteinander erhält man von Alfred Stiller ein weiteres "Bild". Es zeigt eine Frau, die Kohle in einen Ofen legen will.

## Postume Ausstellung von Plakaten Stillers
- 1966: Potsdam, Marstall („Aufbruch und Sieg. Die deutsche Arbeiterklasse in der Darstellung der bildenden Kunst 1890/1965“)
- 1978/1979: Berlin, Altes Museum („Revolution und Realismus. Revolutionäre Kunst in Deutschland 1917 bis 1933“)
- 1985: Berlin, Otto-Nagel-Haus („Wählt links! Das politische Plakat in Deutschland 1918 – 1933“)
- 1988: Berlin, Museum für Deutsche Geschichte („Künstler im Klassenkampf“)

## Weblink
- https://www.bildindex.de/ete?action=queryupdate&desc=Alfred%20%22stiller%2C%20alfred%22%20&index=obj-all